# John Carpenter (natjecatelj)
John Carpenter (Northampton, Massachusetts, 1968.) je natjecatelj u TV kvizovima i agent porezne uprave SAD-a. Najbolje je poznat kao prvi natjecatelj koji je osvojio milijun dolara u američkoj verziji kviza Tko želi biti milijunaš?. Neko vrijeme je držao rekord kao natjecatelj koji je samostalno osvojio najviše novaca u nekom TV kvizu, sve dok Rahim Oberholtzer nije osvojio 1,12 milijuna dolara u TV kvizu, Twenty One. Carpenter je također bio prvi natjecatelj koji je osvojio milijun dolara u Tko želi biti milijunaš?

## Tko želi biti milijunaš?
Dana 19. studenoga, 1999., Carpenter je otvorio milijunsko pitanje bez ikakve pomoći. Zatim je iskoristio pomoć da pozove prijatelja, nazvao je oca kako bi mu mogao reći da će upravo osvojiti milijun dolara. Carpenter je točno odgovorio te je postao prvi pobjednik kviza. Nakon pobjede, par godina kasnije ponovno se natjecao u kvizu, ali nije ni otvorio milijunsko pitanje.